# Saison 4 d'Awkward
Chronologie
Saison 3 Saison 5
Cet article présente le guide des épisodes de la quatrième saison de la série télévisée américaine Awkward.

## Distribution

### Acteurs principaux
- Ashley Rickards (VF : Alice Ley) : Jenna Hamilton
- Beau Mirchoff (VF : Nicolas Mattys) : Matty McKibben
- Brett Davern (VF : Grégory Praet) : Jake Rosati
- Molly Tarlov (VF : Mélissa Windal) : Sadie Saxton
- Jillian Rose Reed (VF : Julie Basecqz) : Tamara
- Nikki Deloach (VF : Nathalie Stas) : Lacey Hamilton
- Desi Lydic (VF : Véronique Biefnot) : Valerie Marks
- Greer Grammer : Lissa[1]

### Acteurs récurrents
- Mike Faiola (en) : Kevin Hamilton
- Barret Swatek (en) : Ally Saxton
- Wesam Keesh : Kyle
- Amanda Foreman : Mrs. McKibben
- Elizabeth Whitson : Eva[2]
- Kofi Siriboe (en) : Tyler[2]
- Evan Crooks : Theo[2]
- Monty Geer : Cole[2]
- Haley Lu Richardson : Mackenzie
- Niko Pepaj : Sergio[3]

## Épisodes

### Épisode 1:Les prémices d'une dernière année
- États-Unis : 15 avril 2014 sur MTV[4]
- France : 10 mai 2014 sur MTV France[5]

- États-Unis : 1,63 million de téléspectateurs[6] (première diffusion)

### Épisode 2:Écoute et compréhension
- États-Unis : 22 avril 2014 sur MTV
- France : 17 mai 2014 sur MTV France

- États-Unis : 1,25 million de téléspectateurs[7] (première diffusion)

### Épisode 3:L’Angel du bonheur
- États-Unis : 29 avril 2014 sur MTV
- France : 24 mai 2014 sur MTV France

- États-Unis : 1,02 million de téléspectateurs[8] (première diffusion)

### Épisode 4:La Semaine des Challenges
- États-Unis : 6 mai 2014 sur MTV
- France : 31 mai 2014 sur MTV France

- États-Unis : 1,21 million de téléspectateurs[9] (première diffusion)

### Épisode 5:Une nuit à la fac
- États-Unis : 13 mai 2014 sur MTV
- France : 7 juin 2014 sur MTV France

- États-Unis : 1,08 million de téléspectateurs[10] (première diffusion)

### Épisode 6:Monsieur Palos Hills
- États-Unis : 20 mai 2014 sur MTV
- France : 14 juin 2014 sur MTV France

- États-Unis : 1,045 million de téléspectateurs[11] (première diffusion)

### Épisode 7:Aux heures sombres de la nuit
- États-Unis : 27 mai 2014 sur MTV
- France : 21 juin 2014 sur MTV France

- États-Unis : 1,19 million de téléspectateurs[12] (première diffusion)

### Épisode 8:Le Prison Break de Jake et Matty
- États-Unis : 3 juin 2014 sur MTV
- France : 28 juin 2014 sur MTV France

- États-Unis : 1,20 million de téléspectateurs[13] (première diffusion)

### Épisode 9:Candidatures pour une nouvelle vie
- États-Unis : 10 juin 2014 sur MTV
- France : 5 juillet 2014 sur MTV France

- États-Unis : 1,05 million de téléspectateurs[14] (première diffusion)

### Épisode 10:Mensonges d'hiver, première partie
- États-Unis : 17 juin 2014 sur MTV
- France : 12 juillet 2014 sur MTV France

- États-Unis : 1,13 million de téléspectateurs[15] (première diffusion)

### Épisode 11:Mensonges d'hiver, deuxième partie
- États-Unis : 17 juin 2014 sur MTV
- France : 19 juillet 2014 sur MTV France

- États-Unis : 1,22 million de téléspectateurs[15] (première diffusion)

### Épisode 12:Soucis
- États-Unis : 23 septembre 2014 sur MTV[16]
- France : 17 janvier 2015 sur MTV France [17]

- États-Unis : 1,219 million de téléspectateurs[18] (première diffusion)

### Épisode 13:Bonne année
- États-Unis : 30 septembre 2014 sur MTV
- France : 17 janvier 2015 sur MTV France

- États-Unis : 1,253 million de téléspectateurs[19] (première diffusion)

### Épisode 14:L'université
- États-Unis : 7 octobre 2014 sur MTV
- France : 24 janvier 2015 sur MTV France

- États-Unis : 0,95 million de téléspectateurs [20] (première diffusion)

### Épisode 15:Le Bûcher des Vanités
- États-Unis : 14 octobre 2014 sur MTV
- France : 31 janvier 2015 sur MTV France

- États-Unis : 0,93 million de téléspectateurs [21] (première diffusion)

### Épisode 16:Révélations
- États-Unis : 21 octobre 2014 sur MTV
- France : 7 février 2015 sur MTV France

- États-Unis : 1,02 million de téléspectateurs [22] (première diffusion)

### Épisode 17:Saint Valentin
- États-Unis : 28 octobre 2014 sur MTV
- France : 14 février 2015 sur MTV France

- États-Unis : 0,82 million de téléspectateurs [23] (première diffusion)

### Épisode 18:Matty fête ses 18 ans
- États-Unis : 4 novembre 2014 sur MTV
- France : 21 février 2015 sur MTV France

- États-Unis : 0,82 million de téléspectateurs [24] (première diffusion)

### Épisode 19:Éviter les difficultés
- États-Unis : 11 novembre 2014 sur MTV
- France : 28 février 2015 sur MTV France

- États-Unis : 1,27 million de téléspectateurs [25] (première diffusion)

### Épisode 20:Avis de tempête au Paradis, première partie
- États-Unis : 18 novembre 2014 sur MTV
- France : 7 mars 2015 sur MTV France

- États-Unis : 0,91 million de téléspectateurs [26] (première diffusion)

### Épisode 21:Avis de tempête au Paradis, deuxième partie
- États-Unis : 25 novembre 2014 sur MTV [27]
- France : 14 mars 2015 sur MTV France

- États-Unis : 1,04 million de téléspectateurs [28] (première diffusion)